# Vanellus tectus

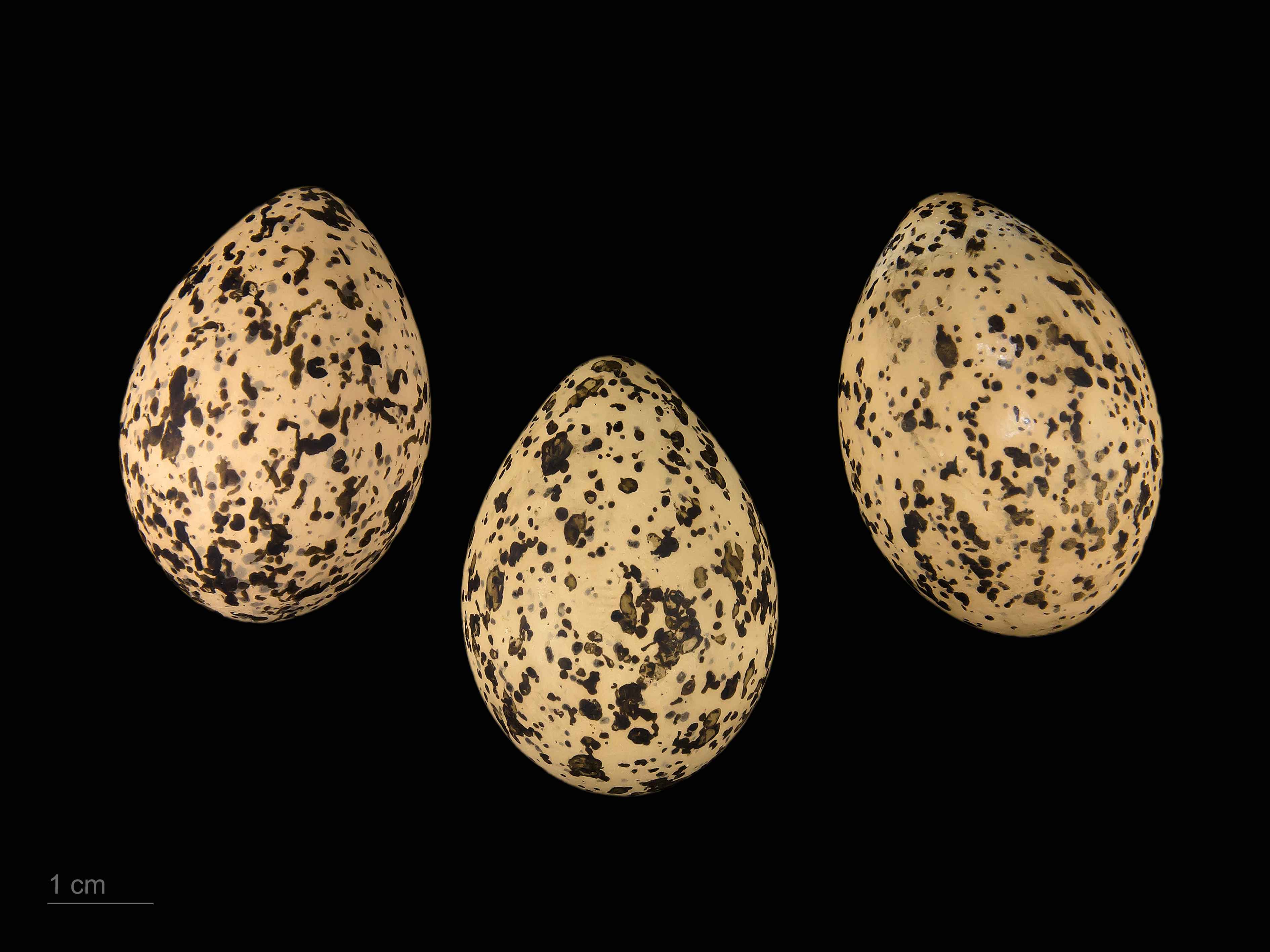
Vanellus tectus

La pavoncella testanera (Vanellus tectus (Boddaert, 1783)) è un uccello della famiglia Charadriidae, diffuso nell'Africa subsahariana.

## Sistematica
Vanellus tectus ha due sottospecie:
- Vanellus tectus tectus (Boddaert, 1783)
- Vanellus tectus latifrons (Reichenow, 1881)

## Distribuzione e habitat
Questo uccello vive nell'Africa subsahariana. Più precisamente, la sottospecie V. t. latifrons è diffuso dalla Somalia meridionale al Kenya orientale, mentre V. t. tectus vive nella fascia che va da Mauritania e Guinea, fino all'Etiopia, al Kenya e all'Uganda.